# Пояна-Копечень
Пояна-Копечень, Пояна-Копечені (рум. Poiana Copăceni) — село у повіті Прахова в Румунії. Входить до складу комуни Гура-Вітіоарей.
Село розташоване на відстані 80 км на північ від Бухареста, 25 км на північ від Плоєшті, 65 км на південний схід від Брашова.

## Населення
За даними перепису населення 2002 року у селі проживали 1057 осіб, усі — румуни. Усі жителі села рідною мовою назвали румунську.